# Tormenta tropical Pablo (1995)
La tormenta tropical Pablo fue el decimonoveno ciclón tropical y la decimosexta tormenta nombrada de la temporada de huracanes del Atlántico de 1995. Pablo, una tormenta tropical de tipo caboverdiano, se formó el 4 de octubre tras la formación de una onda tropical en circulación de bajo nivel. Inicialmente clasificada como depresión tropical diecinueve, se había fortalecido lo suficiente como para ser reclasificada como tormenta tropical Pablo el 5 de octubre. La tormenta tropical Pablo alcanzó su punto máximo como tormenta tropical de 96 km/h antes de verse afectada por una fuerte cizalladura vertical del viento. Pablo mantendría vientos máximos sostenidos ligeramente más débiles antes de que la cizalladura del viento aumentara considerablemente. Para el 8 de octubre, Pablo se había debilitado a depresión tropical mientras se acercaba a las Islas de Barlovento, y también se disipó poco después.
La tormenta tropical Pablo representó una breve amenaza para las Antillas Menores; sin embargo, una fuerte cizalladura vertical del viento la disipó. Se disipó con la suficiente rapidez como para que no se sintieran sus efectos en tierra. Algunos pronósticos incluso sugerían que se intensificaría hasta convertirse en huracán, pero la cizalladura vertical del viento impidió que lo hiciera.

## Historia meteorológica
El 3 de octubre una onda tropical cruzó la costa africana y pronto adquirió una circulación de bajo nivel. Se declaró depresión tropical dieciocho el 4 de octubre a las 18:00 UTC y se localizaba a 970 km (600 mi) al suroeste de las islas de Cabo Verde. Al formarse, alcanzó una velocidad de avance relativamente rápida, cercana a los 34 km/h (21 mph).A las 1200 UTC del 5 de octubre el Centro Nacional de Huracanes lo ascendió a tormenta tropical y recibió el nombre de Pablo. Durante la mayor parte del día 5 de octubre, la tormenta tropical Pablo se fortaleció ligeramente. La tormenta tropical Pablo alcanzó su máxima intensidad el 6 de octubre a las 06:00 UTC, con vientos sostenidos de 97 km/h (60 mph) y una presión central mínima de 994 mbar. A pesar de ello, la tormenta tropical Pablo mantuvo una estructura débil.
Pablo se debilitó ligeramente, manteniendo vientos sostenidos de 80 km/h (50 mph) durante los siguientes días. El Centro Nacional de Huracanes comenzó a sobreestimar la rapidez con la que la tormenta tropical Pablo se disiparía. Incluso cuando estaba a punto de disiparse, hubo pronósticos que indicaban que no se disiparía hasta el 11 de octubre, y algunos también indicaron que existía la posibilidad de que sobreviviera a la cizalladura del viento y finalmente se fortaleciera. La cizalladura del viento en altura comenzó a aumentar pronto a medida que la presión central ascendía lentamente, aunque se mantuvieron vientos sostenidos. La cizalladura del viento finalmente se agravó a primera hora del 8 de octubre, a las 06:00 UTC, cuando la presión alcanzó los 1007 mbar. En ese momento, la fortísima cizalladura del viento alcanzaba ráfagas de hasta 97 km/h (60 mph). Poco después fue degradado a depresión tropical y considerado "al borde de la disipación". El 8 de octubre se declaró extratropical al no existir ya circulación cercana.

## Impactos
El 7 de octubre se emitió una alerta de tormenta tropical para Dominica, Guadalupe y Martinica. Seis horas después, se extendió a Saba, San Eustaquio y San Martín. Para el 8 de octubre, esta alerta también incluía a Barbados, las Granadinas y San Vicente. A medida que Pablo se disipaba, todas las alertas se suspendieron más tarde, ese mismo 8 de octubre. Sin embargo, un buque, el ELPB5, se topó con la tormenta tropical Pablo tres veces el 6 de octubre. En las tres ocasiones, los vientos sostenidos alcanzaron al menos la fuerza de tormenta tropical. A las 06:00 UTC, el buque registró vientos cercanos a los 72 km/h (45 mph); a las 09:00 UTC, también observó vientos de 92 km/h (57 mph); en su tercer encuentro, a las 12:00 UTC, el buque reportó una ráfaga de viento de 79 km/h (49 mph).